# Литературный музей Степана Щипачёва
Литературный музей Степана Щипачёва — музей, посвященный жизни и творчеству советского поэта Степана Петровича Щипачёва, родившегося в деревне Щипачи Камышловского уезда Пермской губернии (сегодня – Богдановичский район). Открыт в 1994 году в городе Богданович. Единственный из литературных музеев Свердловской области, посвящённый поэзии.

## О музее
Инициатор создания и первый директор музея — Антонина Михайловна Хлыстикова. С 1979 года живёт в Богдановиче. Работая школьным библиотекарем, всерьёз увлеклась творческой судьбой поэта-земляка Степана Щипачёва. Совместно с активом литературного краеведческого кружка занималась поисковой работой, вела переписку с вдовой поэта Валентиной Николаевной Щипачёвой, собирала материалы.
Музей был открыт в день города Богданович, 19 августа 1994 года. Научное руководство литературной экспозиции осуществил Объединённый музей писателей Урала. Художественное оформление музея создано группой художников студии «Артефактум» под руководством Юрия Викторовича Калмыкова.
Музейные фонды насчитывают более 6500 экспонатов. Основу собрания музея составляют личные вещи, документы и фотографии, литературные издания поэта-лирика, многие из которых были переданы вдовой поэта. Она же передала в музей и все государственные награды Степана Щипачёва: девять орденов и два знака Сталинского лауреата I и II степени. Отдельный интерес представляют коллекция художественных миниатюр (портреты поэтов и писателей) московского графика Николая Ивановича Калиты (1926—2016) и архивные материалы известного свердловского художника-иллюстратора Валентина Фёдоровича Васильева (1923—1986).
В музее реконструирован кабинет Степана Щипачёва, со служившими поэту вещами: стол, книжные полки, лампа, ваза «Капля» из чешского стекла, портрет внучки Маши Щипачёвой кисти его старшего сына Ливия, подлинная мебель, перевезённая с дачи поэта в Переделкино. Самый большой зал отведён литературной экспозиции, которая носит название «Путь в поэзию». Литературная гостиная музея — место творческих встреч и выставок.
Музей Степана Щипачёва стал инициатором проведения литературно-фольклорного праздника «Кашинский хоровод». Праздник проходит ежегодно, 8 июля у «Камня двух колец», установленного в память о венчании на богдановичской земле в 1911 году писателя Павла Бажова и Валентины Иваницкой.
В 2006 году Литературный музей Степана Щипачёва был награжден «Золотой медалью» первого регионального конкурса музеев Большого Урала и Западной Сибири «Музей года. Евразия-2006» в номинации «Своим путём» за нестандартный подход к музейной работе.
В 2020 году музей удостоен национальной премии «Имперская культура» имени Эдуарда Володина.

## Внешние ссылки
- Официальный сайт музея
- Страница музея на сайте Госкаталог.РФ
- Открытие Литературного музея Степана Щипачёва 19 августа 1994 года
- Новости Культуры. Литературный музей Степана Щипачёва